# マハータンマラーチャー4世
マハータンマラーチャー4世（タイ語: พระมหาธรรมราชาที่ ๔、英語: Maha Thammaracha IV）は、タイの古代王朝、スコータイ王朝の9代目の王である。
マハータンマラーチャー3世の死後、長男のプラヤー・バーンムアンと次男のプラヤー・ラームが王位を争ったので、アユタヤー王朝のナカリンタラーティラート王が調停に入り、長男のプラヤー・バーンを4世とすることで家督争いは解決を見た。4世の死後は、親族でありアユタヤー王朝の王でもあるラーメースワン王子（後のボーロマトライローカナート王）が家督を継ぎ、スコータイ王国はアユタヤ王国に吸収され消滅した。